# Kristoffer Zetterstrand
Kristoffer Zetterstrand (Estocolmo, 27 de setembro de 1973) é um artista sueco. Seu trabalho é caracterizado pela presença de motivos da história da arte, de video games e de fotografias pessoais, tendo sido descrito como "misterioso". Dezenove versões de algumas de suas obras são reproduzidas no jogo Minecraft, cujo grande sucesso fez com que Zetterstrand fosse chamado de "o artista mais exposto do mundo".

## Galeria

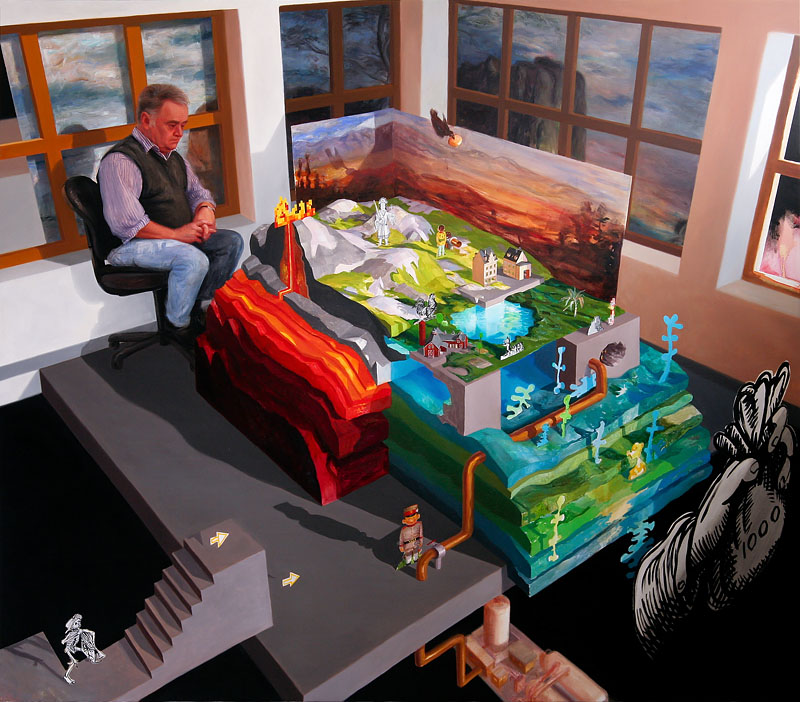
The game, 2009
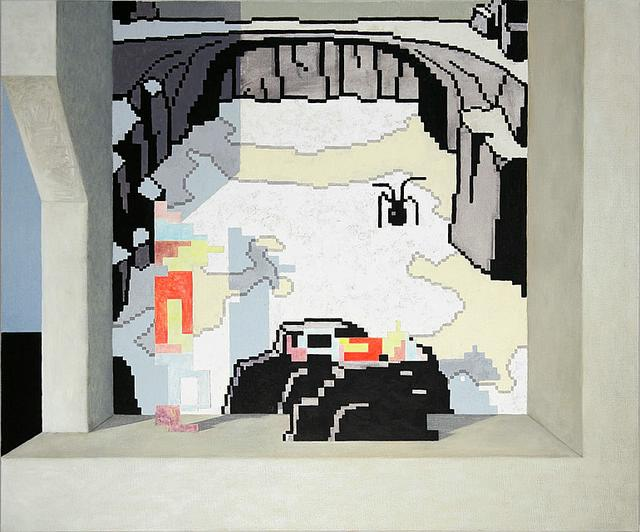
The stage is set, 2006
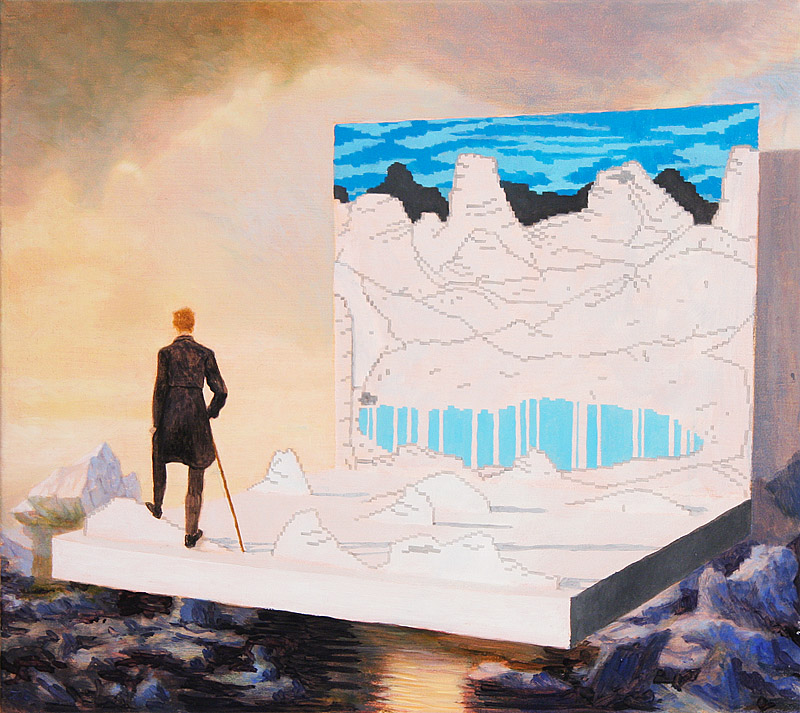
Wanderer, 2008
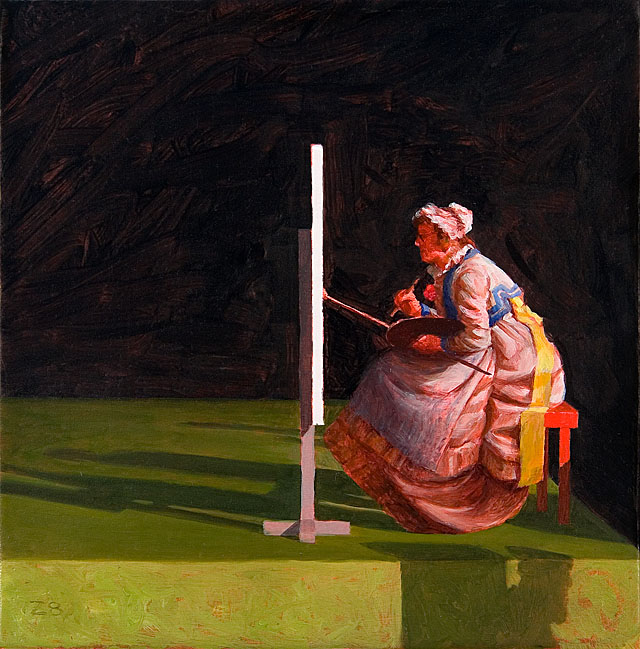
The master, 2008
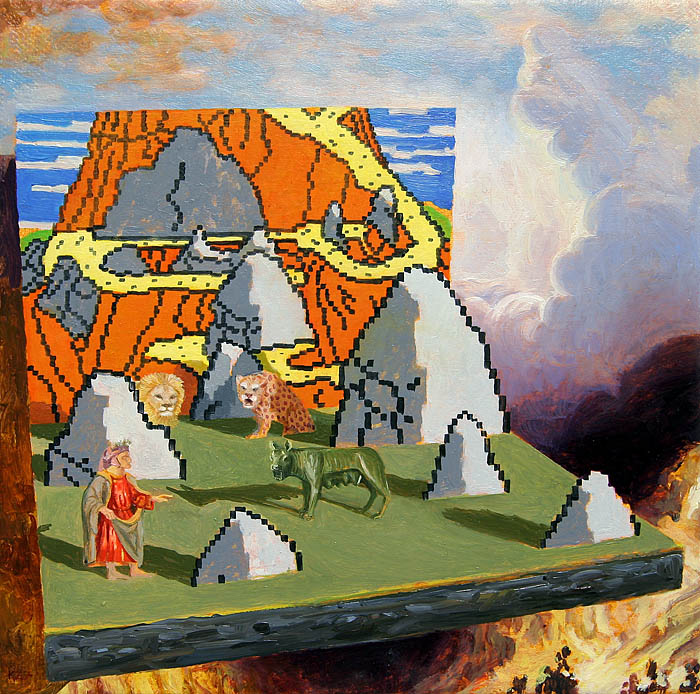
Dante and the three beasts, 2007
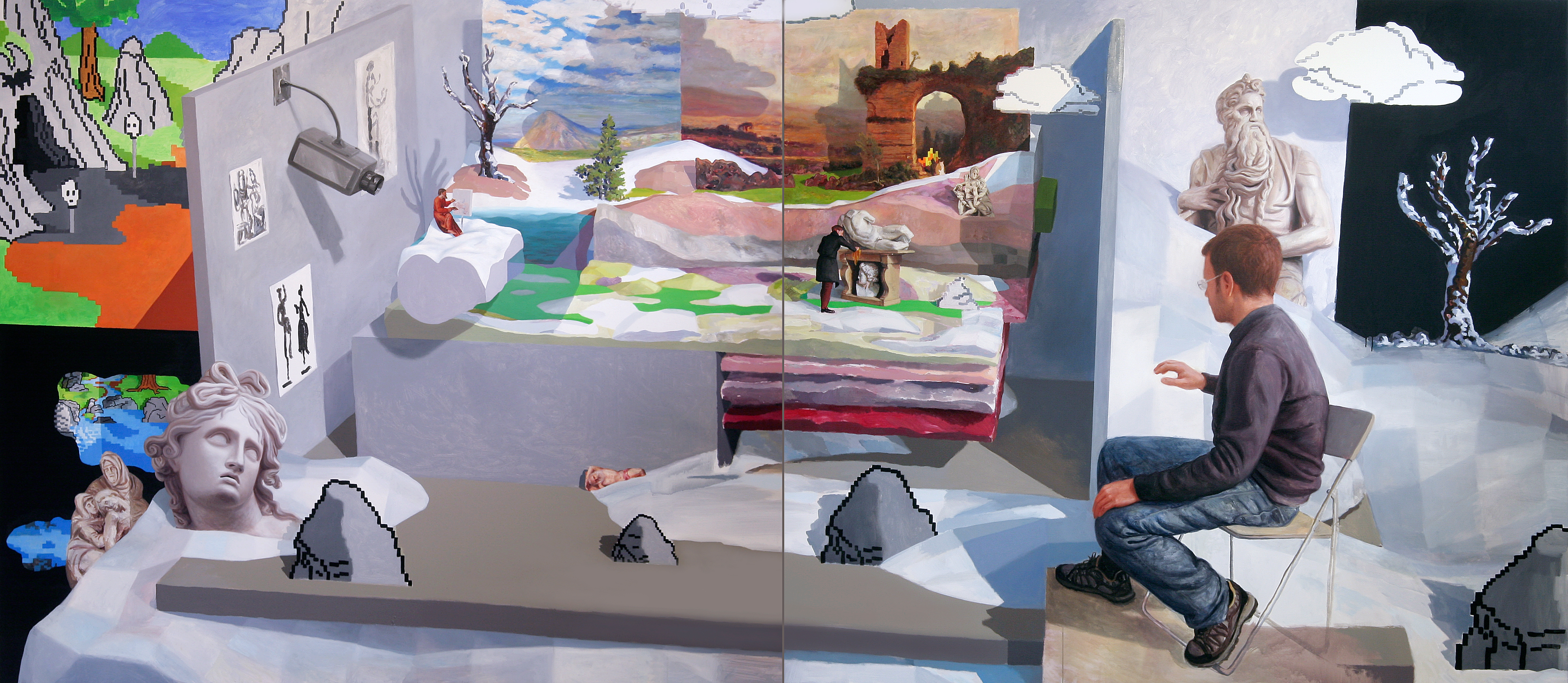
Thawing, 2008
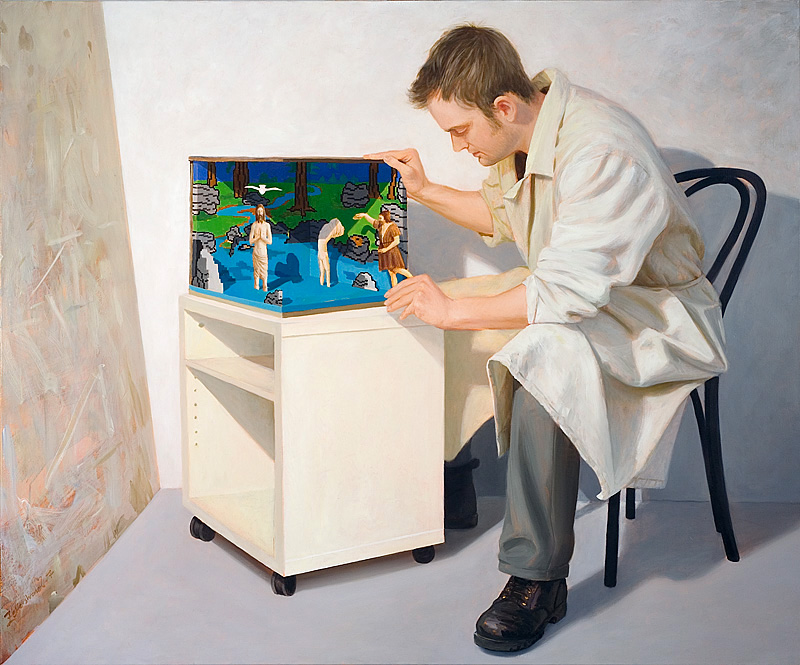
Artist and still life, 2007
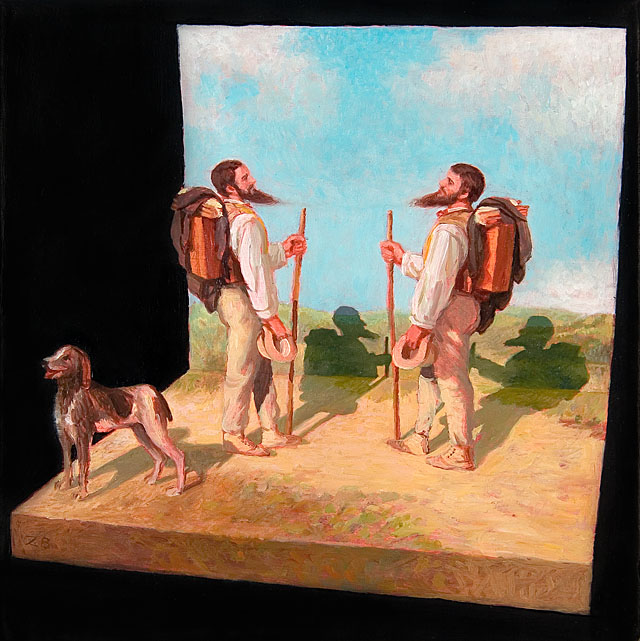
Bonjour Monsieur Courbet, 2008
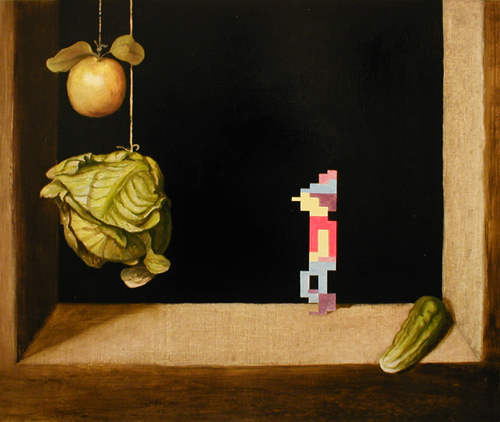
Graham, 2003